# Henry Brunies
Henry "Henny" Brunies (1891 en Nueva Orleans - † 1932 allí mismo)  fue un trombonista de jazz estadounidense y miembro de una conocida familia de músicos de jazz en los inicios del género.
Henny Brunies era el segundo hijo de la familia de músicos de jazz Brunies, otros representantes conocidos fueron Merritt Brunies, George Brunies, Abbie Brunies. Tocó en la banda familiar y con su padre Jack Laine (trompa barítono y trombón) y fundó New Orleans Jazzin Babies con su hermano Merritt en Nueva Orleans alrededor de 1918 y 1919 antes de mudarse a Chicago con su hermano Merritt a principios de la década de 1920. Allí fueron sucesores de los New Orleans Rhythm Kings en Friar's Inn (con quienes tocó George Brunies) y grabaron para Okeh Records en 1926. Pronto estuvo de regreso en Nueva Orleans. 
A veces se le conoce como Harry Brunies en discografías y notas.
Según George Brunies, que lo vio como un modelo a seguir y lo llamó el mejor trombón del mundo, quien inventó muchos de los trucos utilizados más tarde por los trombonistas de jazz, aprendió a leer música poco antes de su muerte, razón por la cual George Brunies ni siquiera lo hizo por superstición.
Él como y su hermano Merritt dejaron álbumes de recortes que se conservan en la familia.